# Bradley (West Yorkshire)
Bradley – osada w Anglii, w West Yorkshire, w dystrykcie metropolitalnym Kirklees. Bradley jest wspomniana w Domesday Book (1086) jako Bradeleia/Bradelie.